# Michael Sela

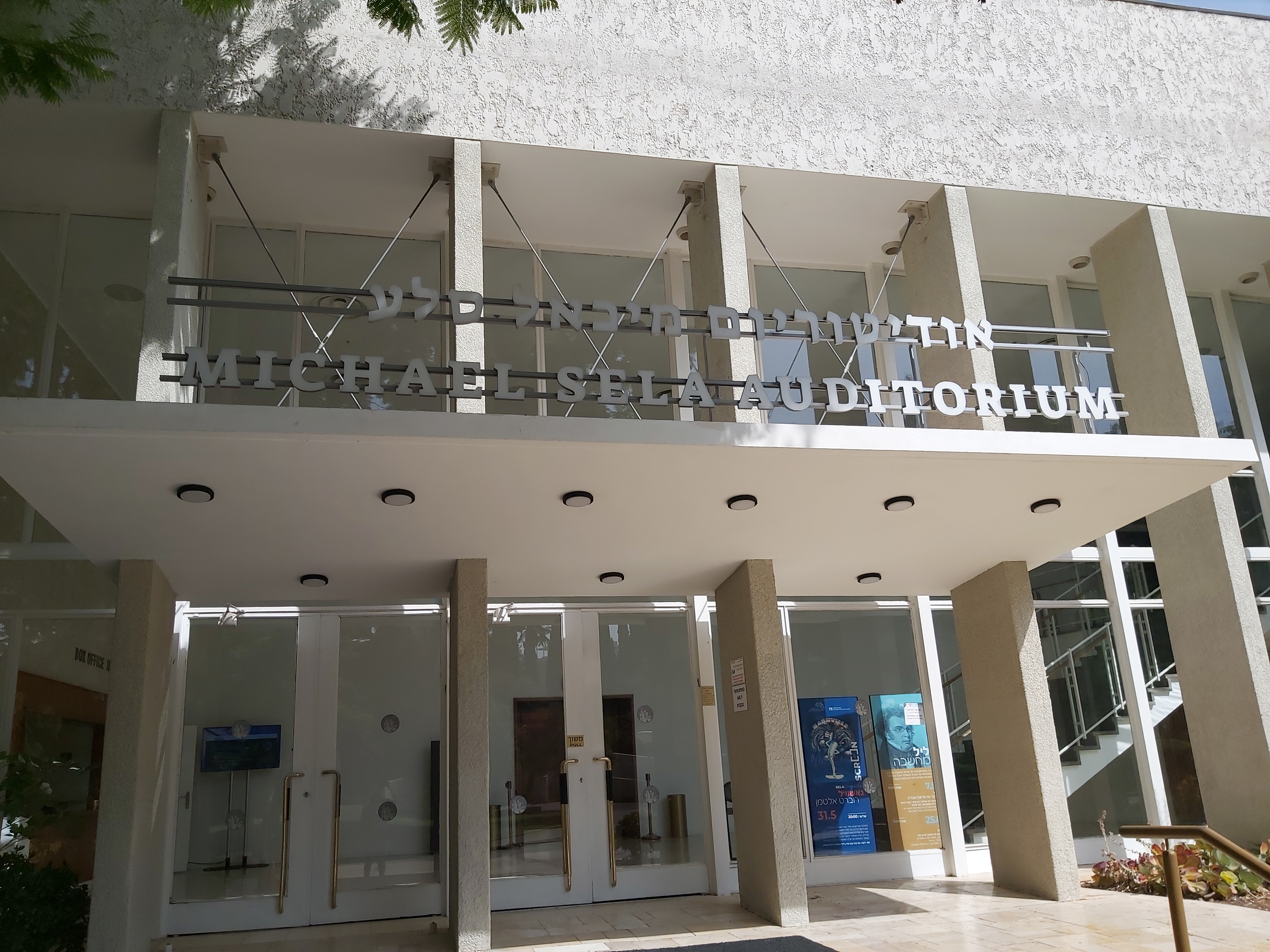
Michael Sela Auditorium, en el Instituto Weizmann de Ciencias.

Michael Sela (en hebreo: מיכאל סלע‎); nacido como Mieczysław Salomonowicz; (Tomaszów Mazowiecki, República de Polonia, 2 de marzo de 1924 - Rehovot, Israel, 27 de mayo de 2022) fue un bioquímico e inmunólogo israelí, profesor de inmunología en el Instituto Weizmann de Ciencias en Rehovot, donde también fue presidente.

## Primeros años y carrera académica
Después de sus primeros 11 años en Polonia, en 1935 junto a su familia se trasladaron a Rumania, y en 1941 emigraron a Eretz Israel. Estudió química y física en la Universidad Hebrea en el Monte Scorpus de Jerusalén, recibiendo la maestría de química bajo la supervision de Noah Lichtenstein en 1946, y el doctorado en 1954 bajo la dirección de Ephraim Katzir.
Como investigador postdoctoral, estuvo con Christian B. Anfinsen en su laboratorio en los Institutos Nacionales de Salud. En 1957 regresó al Instituto Weizmann, donde se dedicó a la inmunología y donde fue profesor. De 1963 a 1975 fue director del Departamento de Inmunología. Entre 1970-71 fue vicepresidente y de 1975 a 1985 presidente del Instituto Weizmann y de 1970 a 1973 decano de la Facultad de Biología. Publicó más de 700 artículos, anexos, libros, en los campos de inmunología, bioquímica y biología molecular.
Falleció en Rehovot el 27 de mayo de 2022 a la edad de 98 años.

## Investigación
Sela es ampliamente conocido por su investigación seminal en inmunología, particularmente por sus investigaciones sobre antígenos sintéticos, moléculas que activan el ataque del sistema inmunitario. Este trabajo de Sela ha llevado al descubrimiento del control genético de la respuesta inmune, así como al diseño de vacunas basadas en moléculas sintéticas.
Fue uno de los primeros en introducir el uso de polipéptidos sintéticos lineales y ramificados como antígenos, lo que permitió una mejor comprensión de los fenómenos inmunológicos.
Durante varias décadas, Sela se interesó en la posibilidad de combatir la enfermedad autoinmune, la encefalomielitis alérgica experimental con análogos sintéticos de las moléculas de la vaina de mielina del cerebro que son capaces de provocar la enfermedad.
Probablemente es más conocido como el co-desarrollador (con Ruth Arnon y Dvora Teitelbaum) del fármaco Copaxone® para la esclerosis múltiple.

## Premios y distinciones
Sela recibió importantes premios nacionales e internacionales:
- El Premio Israel en Ciencias de la Vida (1959)[15]
- Medalla Otto Warburg de Alemania (1968)[16]
- El Premio Rothschild (1968)[1]
- Miembro de la Academia Estadounidense de las Artes y las Ciencias (1971)[17]
- Premio Emil von Behring de Alemania (1973)
- Miembro de la Academia Nacional de Ciencias de los Estados Unidos (1976)[18]
- Premio Internacional de la Fundación Gairdner de Canadá (1980)
- Premio Institut de la Vie de Francia (1984)
- Premio de la Orden del Mérito de la Cruz de Comandante de Alemania (1986)[1]
- Officier de l'Ordre de la Légion d'honneur de Francia (1987)
- Miembro (Hon. causa) de la Academia Rumana (Academia Română), (1991).[19]
- Medalla de oro Albert Einstein de la UNESCO (1995)[1]
- Miembro de la Sociedad Filosófica Estadounidense (1995)[20]
- Premio de Salud Interbrew-Baillet Latour de Bélgica (1997)[1]
- El Premio Wolf de Medicina (1998), junto con Ruth Arnon, por "sus grandes descubrimientos en el campo de la inmunología".